# Crucified Barbara
Crucified Barbara är en svensk musikgrupp, bildad 1998 i Stockholm, upplöst i juni 2016, men återförenad oktober 2024. Gruppen blandar sleazerock och hårdrock.  
Mellan 1998 och 2003 sjöng Joey Nine med gruppen och medverkade på deras självutgivna EP Fuck You Motherfucker, utgiven 2001. När Joey Nine lämnade gruppen tog Mia Coldheart över rollen som sångare. 
Bandet turnerade med bland andra In Flames, Sepultura, Motörhead, Backyard Babies, Doro m.fl. och har haft spelningar i Europa, och även i Ryssland och Australien. Crucified Barbara deltog i Melodifestivalen 2010 med låten Heaven or Hell och gick vidare till Andra chansen i Örebro, där gruppens låt blev utslagen i omgång 2 mot Pernilla Wahlgren. 
Crucified Barbara spelade på Wacken Open Air 2010.
Den 17 januari 2015 fick bandet pris för Årets rock/metal på P3 Guldgalan för 2014 års "In The Red".
Efter att Crucified Barbara upplöstes bildade Klara, Ida och Nicki bandet The Heard.
Den 18 oktober 2024 meddelade Mia Karlsson på Instagram att gruppen återförenas med debutspelning på Sweden Rock Festival 4-7 juni 2025.

## Medlemmar
Medlemmar vid upplösandet
- Mia Coldheart (född 1980, eg. Mia Karlsson) – sång, gitarr (1998–2016)
- Klara Force (född 1981, eg. Klara Rönnqvist Fors) – gitarr, bakgrundssång (1998–2016)
- Ida Evileye (född 1981, eg. Ida Stenbacka) – basgitarr (1998–2016)
- Nicki Wicked (född 1983, eg. Jannicke Lindström) – trummor, bakgrundssång (1998–2016)

Tidigare medlemmar
- Joey Nine – sång (1998–2003)

## Diskografi

### Studioalbum
- 2005 – In Distortion We Trust

- 2009 – 'Til Death Do Us Party, GMRMusic, 11 februari 2009

1. "Killer on His Knees"
2. "Pain & Pleasure"
3. "Sex Action"
4. "Creatures"
5. "Jennyfer"
6. "Dark Side"
7. "Can't Handle Love"
8. "Blackened Bones"
9. "Danger Danger"
10. "Rats"
11. "Feels Like Death"

- 2012 – The Midnight Chase, GMRMusic, 28 Maj 2012

1. "The Crucifier"
2. "Shut Your Mouth"
3. "Into the Fire"
4. "Rules and Bones"
5. "Everything We Need"
6. "If I Hide"
7. "Rock Me Like the Devil"
8. "Kid From the Upperclass"
9. "The Midnight Chase"
10. "Count Me In"
11. "Rise And Shine"

- 2014 – In The Red, Despotz Records, 10 september 2014

1. "I Sell My Kids for Rock'n'Roll"
2. "To Kill a Man"
3. "Electric Sky"
4. "The Ghost Inside"
5. "Don't Call on Me"
6. "In the Red"
7. "Lunatic #1"
8. "Shadows"
9. "Finders Keepers"
10. "Do You Want Me"
11. "Follow the Stream"

### Singlar
- 2004 – "Losing the Game", GMRMusic
- 2005 – "Rock'n'Roll Bachelor", GMRMusic
- 2006 – "Play Me Hard", GMRMusic
- 2009 – "Jennyfer", GMRMusic
- 2010 – "Heaven Or Hell"
- 2012 – "Into the Fire"
- 2014 – "To Kill A Man"
- 2014 – "Electric Sky"
- 2014 – "I Sell My Kids For Rock'n'Roll"

Dessutom medverkar bandet på:
- 2006 – St Valentines Day Massacre/A Tribute To Motorhead